# Římskokatolická farnost Vlachovice
Římskokatolická farnost Vlachovice je jedno z územních společenství římských katolíků v děkanátu Valašské Klobouky s farním kostelem svatého Michaela archanděla.

## Historie farnosti
Vlachovice patří k nejstarším obcím v okrese Zlín. První písemná zmínka je z roku 1261 v zakládací listině kláštera cisterciáků ve Vizovicích. Svým zasvěcením sv. Michaelu patří farní kostel k nejstarším na Moravě. Starobylost kostela dokládá objevený záklenek (ostění) gotického okenního rámu, který byl v minulosti při rozšíření kostela zazděn ve zdi presbytáře. Památkáři datovali tento architektonický prvek do doby kolem roku 1240, poprvé se ale písemně připomíná k roku 1500. Současná podoba kostela pochází z počátku 18. století po znovuobnovení po kuruckých nájezdech.

## Duchovní správci
Od července 2015 je farářem R. D. ThLic. ICLic. František Cinciala.

## Bohoslužby
| Kostel                       | Místo      | Bohoslužba (den)                           | Hodina                            | Poznámka     |
| ---------------------------- | ---------- | ------------------------------------------ | --------------------------------- | ------------ |
| svatého Michaela archanděla. | Vlachovice | neděle pondělí středa čtvrtek pátek sobota | 8.45, 10:30 17.00 7.00 17.00 7.00 | Farní kostel |

## Aktivity ve farnosti
Ve farnosti se pravidelně̟ koná tříkrálová sbírka. V roce 2017 se ve Vlachovicích vybralo 34 612 korun, ve Vrběticích 12 905 korun.